# 拉弗朗赛斯
拉弗朗赛斯（法語：Lafrançaise，法語發音：[lafʁɑ̃sɛz]），法国西南部城市，奥克西塔尼大区塔恩-加龙省的一个市镇，隶属于蒙托邦区，其市镇面积为50.82平方公里，2022年1月1日时人口数量为2,839人，在法国城市中排名第3,915位。
拉弗朗赛斯位于塔恩-加龙省中部，塔恩河右岸，是一个区域性的中心城市，多条公路在此交汇。

## 地名来源
根据当地官方网站的论述，“Lafrançaise”源自法兰西王国，该名称最初记载于1274年，彼时图卢兹伯国刚并入法兰西王国。在1900年以前，拉弗朗赛斯的官方名称拼写为“La Française”。
拉弗朗赛斯所处区域历史上曾通行奥克语，“Lafrançaise”在奥克语维基百科、Openstreetmap及当地的双语路牌中均被标记为“La Francesa”。

## 历史
拉弗朗赛斯的早期历史尚不清楚。根据当地官方网站的论述，拉弗朗赛斯境内曾发现青铜器时期的人类活动遗迹。中世纪初，法兰克人可能曾在此活动，该区域后成为凯尔西伯国的一部分。中世纪中期，拉弗朗赛斯境内曾出现一座城堡。1274年，拉弗朗赛斯获得城镇宪章。英法百年战争及宗教战争对拉弗朗赛斯均有所波及。18世纪时，得益于塔恩河及阿韦龙河内河航运的兴起，拉弗朗赛斯地区农产品被销往波尔多及大西洋沿岸各地。法国大革命后，拉弗朗赛斯成为洛特省的一个市镇，后于1808年划入新成立的塔恩-加龙省。1863年，拉弗朗赛斯西部部分区域被划出用于组建新市镇利扎克。1896年，拉弗朗赛斯市政厅大楼建成。
在行政区划方面，拉弗朗赛斯在1833至2015年间为拉弗朗赛斯县的县治。

## 地理

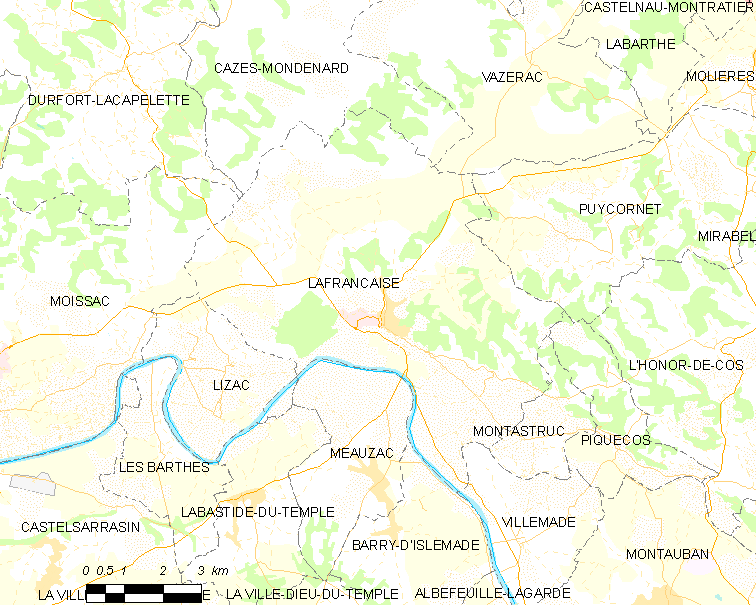
拉弗朗赛斯市镇范围地图

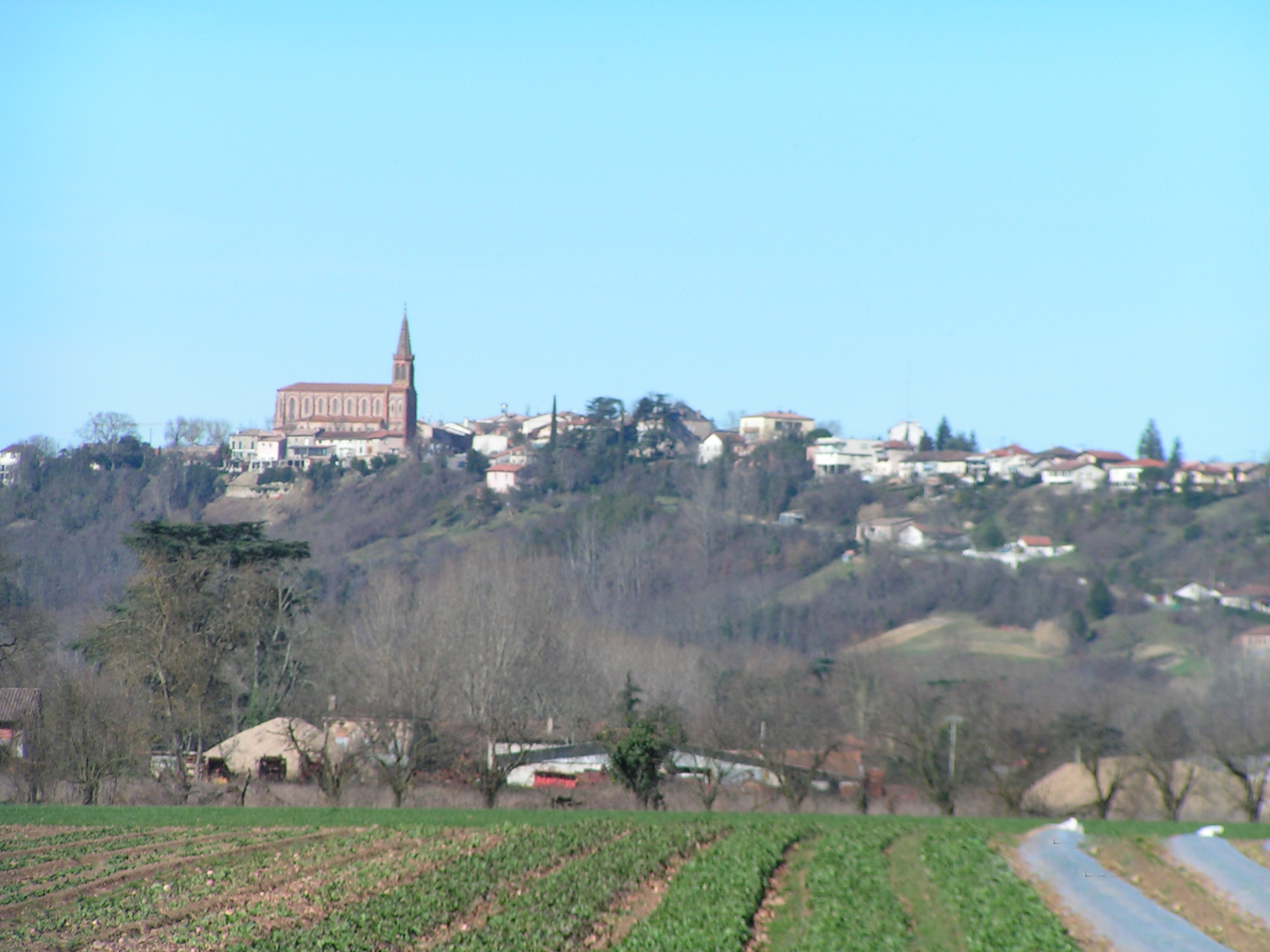
从塔恩河谷眺望拉弗朗赛斯镇中心

拉弗朗赛斯位于法国西南部，奥克西塔尼大区西部偏北和塔恩-加龙省中部，距离省会蒙托邦大约16公里。与拉弗朗赛斯接壤的市镇包括：巴里迪勒马德、卡兹-蒙德纳尔、迪尔福-拉卡普莱特、莫扎克、蒙塔斯特吕克、穆瓦萨克、利扎克、唐普勒堡、皮克科斯、皮科尔内、瓦兹拉克和维勒马德 Villemade。

### 地形
拉弗朗赛斯位于白色凯尔西与塞尔地区之间的过渡地带，境内以丘陵和河谷为主，市镇中心位于一处地势较高的丘陵顶端，南侧的观景台可向南眺望塔恩河平原，北侧的朗布拉斯河谷两岸则相对平缓，全境海拔在65到213米之间。

### 水文
拉弗朗赛斯位于加龙河流域范围内，塔恩河自东向西流经拉弗朗赛斯市镇南界，其右岸支流朗布拉斯河则自东向西流经市镇范围北部。

### 植被
拉弗朗赛斯属于温带阔叶混交林区，林地主要分布于市镇范围内的各山丘地带。
在鲜花城市的评比中，拉弗朗赛斯被评为1星级鲜花城市。

### 气候
拉弗朗赛斯在柯本气候分类法中属于温带海洋性气候（Cfb）。
距离拉弗朗赛斯最近的常年气象站位于迪尔福-拉卡普莱特境内，以下为该气象站的数据（其中日照数据取自阿让）：
| 迪尔福 1981年－2019年 | 迪尔福 1981年－2019年 | 迪尔福 1981年－2019年 | 迪尔福 1981年－2019年 | 迪尔福 1981年－2019年 | 迪尔福 1981年－2019年 | 迪尔福 1981年－2019年 | 迪尔福 1981年－2019年 | 迪尔福 1981年－2019年 | 迪尔福 1981年－2019年 | 迪尔福 1981年－2019年 | 迪尔福 1981年－2019年 | 迪尔福 1981年－2019年 | 迪尔福 1981年－2019年 |
| 月份                  | 1月                   | 2月                   | 3月                   | 4月                   | 5月                   | 6月                   | 7月                   | 8月                   | 9月                   | 10月                  | 11月                  | 12月                  | 全年                  |
| --------------------- | --------------------- | --------------------- | --------------------- | --------------------- | --------------------- | --------------------- | --------------------- | --------------------- | --------------------- | --------------------- | --------------------- | --------------------- | --------------------- |
| 历史最高温 °C（°F）   | 19 (66)               | 23.5 (74.3)           | 27 (81)               | 31 (88)               | 35 (95)               | 38 (100)              | 39.5 (103.1)          | 42 (108)              | 36.5 (97.7)           | 32 (90)               | 24.5 (76.1)           | 19 (66)               | 42 (108)              |
| 平均高温 °C（°F）     | 9.7 (49.5)            | 11.6 (52.9)           | 15.7 (60.3)           | 18.2 (64.8)           | 22.4 (72.3)           | 26.5 (79.7)           | 28.6 (83.5)           | 28.7 (83.7)           | 24.6 (76.3)           | 20.1 (68.2)           | 13.1 (55.6)           | 9.6 (49.3)            | 19.1 (66.4)           |
| 日均气温 °C（°F）     | 6.1 (43.0)            | 7.1 (44.8)            | 10.2 (50.4)           | 12.6 (54.7)           | 16.5 (61.7)           | 20.3 (68.5)           | 22.1 (71.8)           | 22.1 (71.8)           | 18.4 (65.1)           | 14.9 (58.8)           | 9.1 (48.4)            | 6.2 (43.2)            | 13.8 (56.8)           |
| 平均低温 °C（°F）     | 2.5 (36.5)            | 2.6 (36.7)            | 4.7 (40.5)            | 7 (45)                | 10.6 (51.1)           | 14 (57)               | 15.6 (60.1)           | 15.6 (60.1)           | 12.1 (53.8)           | 9.7 (49.5)            | 5.1 (41.2)            | 2.8 (37.0)            | 8.5 (47.3)            |
| 历史最低温 °C（°F）   | −9.5 (14.9)           | −13 (9)               | −10 (14)              | −1.5 (29.3)           | 2.5 (36.5)            | 5.5 (41.9)            | 8.5 (47.3)            | 7.5 (45.5)            | 4 (39)                | −3.5 (25.7)           | −8.5 (16.7)           | −10.5 (13.1)          | −13 (9)               |
| 平均降水量 mm（）     | 67.7 (2.67)           | 50.1 (1.97)           | 51.8 (2.04)           | 81.8 (3.22)           | 81.7 (3.22)           | 61.3 (2.41)           | 51.9 (2.04)           | 48.4 (1.91)           | 74.5 (2.93)           | 59.3 (2.33)           | 67.3 (2.65)           | 69.8 (2.75)           | 765.6 (30.14)         |
| 月均日照時數          | 77.5                  | 110.1                 | 172.6                 | 182.3                 | 213.6                 | 232.1                 | 255.4                 | 242.3                 | 204.9                 | 138.2                 | 84                    | 69.4                  | 1,982.4               |
| 来源：infoclimat.fr   |                       |                       |                       |                       |                       |                       |                       |                       |                       |                       |                       |                       |                       |

## 行政区划
拉弗朗赛斯的市镇编号为82087，邮政编号为82130。
在行政管理方面，拉弗朗赛斯隶属于法国奥克西塔尼大区塔恩-加龙省蒙托邦区；在地方选举方面，拉弗朗赛斯是塞尔地区-南凯尔西县的中央投票站所在地，其市镇范围全境被划入塔恩-加龙省第一选区；在社会管理方面，拉弗朗赛斯是拉弗朗赛斯地区市镇公共社区的办公驻地。
截至2024年7月，拉弗朗赛斯市镇范围内暂无任何城市敏感街区及城市政策优先街区。
法国国家统计与经济研究所（简称“INSEE”）在进行数据统计时，将拉弗朗赛斯及相邻的另外一个市镇设为拉弗朗赛斯城市核心区（Unité urbaine de Lafrançaise），未拉弗朗赛斯划入任何城市区（Aire urbaine）。自2020年起，拉弗朗赛斯被划入包含50个市镇的蒙托邦城市辐射区。此外，INSEE还将拉弗朗赛斯市镇整体看作一个“块区”（IRIS），以便于统计人口分布情况。

## 交通

### 公路
塔恩-加龙省省道D2线、D20线、D40线、D68线、D68E线、D78线、D81线、D109线和D927线在拉弗朗赛斯境内交汇。奥克西塔尼大区公共交通（商业名称为“liO”）下属的城际客运801线经停拉弗朗赛斯，可通往蒙托邦、穆瓦萨克、拉马日斯泰尔等地。
| 9 | 18 |

| 蒙托邦 | 16 |

| 穆瓦萨克 | 15 |

| 卡斯泰尔萨拉桑 | 16 |

2020年，76.9%的拉弗朗赛斯家庭拥有至少一辆私人汽车。2022年，拉弗朗赛斯境内共发生各类交通事故2起，造成3人受伤，其中2人重伤。

### 铁路
距离拉弗朗赛斯最近的运营中的客运铁路车站为16公里外的穆瓦萨克站上，该站停靠往返于阿让和图卢兹一线的区域列车。

### 航空
拉弗朗赛斯距离图卢兹-布拉尼亚克机场的公路里程大约68公里。

### 城市公共交通
截至2024年7月，拉弗朗赛斯暂无城市公共交通系统。

## 政治

### 市政内阁

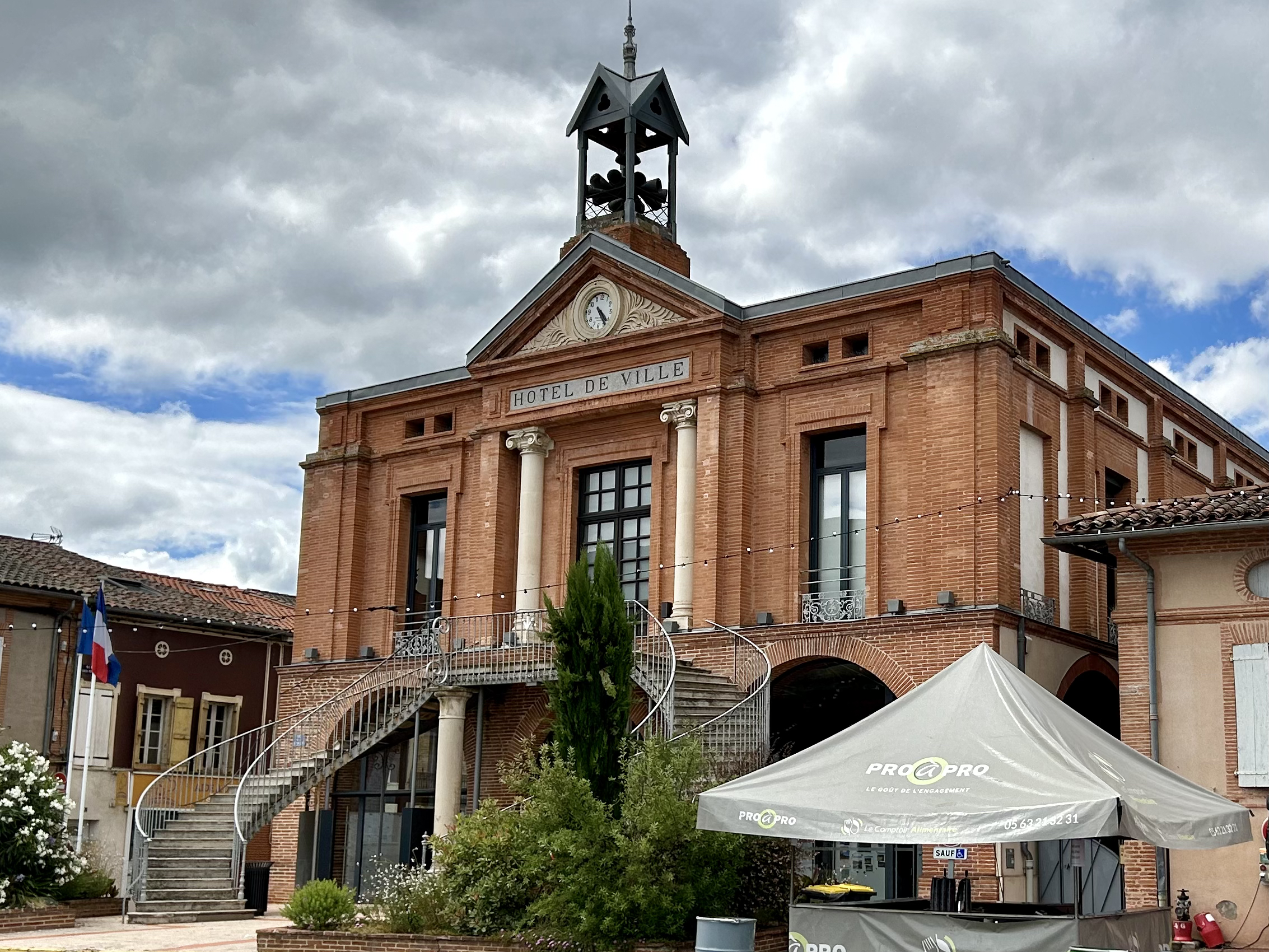
拉弗朗赛斯市政厅

拉弗朗赛斯的现任市长为蒂埃里·代尔布雷伊先生（Thierry DELBREIL），他是一名左翼无党派人士，在2020年的市政选举中获得了68.14%的支持率。
| 拉弗朗赛斯历届市长 | 拉弗朗赛斯历届市长                 | 拉弗朗赛斯历届市长               |
| 任期               | 市长                               | 党派                             |
| ------------------ | ---------------------------------- | -------------------------------- |
| 1944年－1957年     | Jean-Baptiste VER 让-巴蒂斯特·韦尔 | 不详                             |
| 1957年－1971年     | Antonin VER 安托南·韦尔            | PRG左派激進黨                    |
| 1971年－1977年     | Pierre MAS 皮埃尔·马斯             | UDF法国民主联盟 →CDS社会民主中心 |
| 1977年－2001年     | Hervé SABATIÉ 埃尔韦·萨巴蒂耶      | PS社会党                         |
| 2001年－2014年     | Patrick SOULHAC 帕特里克·苏拉克    | PRG左派激進黨                    |
| 2014年－           | Thierry DELBREIL 蒂埃里·代尔布雷伊 | DVG左翼无党派人士                |

### 各级选举
| 拉弗朗赛斯历届投票选举结果 | 拉弗朗赛斯历届投票选举结果 | 拉弗朗赛斯历届投票选举结果 | 拉弗朗赛斯历届投票选举结果 | 拉弗朗赛斯历届投票选举结果      | 拉弗朗赛斯历届投票选举结果 | 拉弗朗赛斯历届投票选举结果 | 拉弗朗赛斯历届投票选举结果      | 拉弗朗赛斯历届投票选举结果 | 拉弗朗赛斯历届投票选举结果 |
| 选举项目                   | 选举范围                   | 选区单位                   | 选区单位内的选举结果       | 选区单位内的选举结果            | 选区单位内的选举结果       | 选区单位内的选举结果       | 选区单位内的选举结果            | 选区单位内的选举结果       | 参考资料                   |
| 选举项目                   | 选举范围                   | 选区单位                   | 第一轮胜出者               | 第一轮胜出者                    | 支持率                     | 第二轮胜出者               | 第二轮胜出者                    | 支持率                     | 参考资料                   |
| -------------------------- | -------------------------- | -------------------------- | -------------------------- | ------------------------------- | -------------------------- | -------------------------- | ------------------------------- | -------------------------- | -------------------------- |
| 2017年法國總統選舉         | 法國                       | 市镇                       |                            | 玛丽娜·勒庞                     | 27.43%                     |                            | 埃马纽埃尔·马克龙               | 61.73%                     | [ 23 ]                     |
| 2017年法国立法选举         | 塔恩-加龙省第一选区        | 市镇                       |                            | 瓦莱丽·拉博                     | 32.09%                     |                            | 瓦莱丽·拉博                     | 63.88%                     | [ 23 ]                     |
| 2019年欧洲议会选举         | 法國                       | 市镇                       |                            | 若尔丹·巴尔代拉                 | 28.05%                     | （不适用）                 | （不适用）                      | （不适用）                 | [ 25 ]                     |
| 2021年法国省级选举         | 塔恩-加龙省                | 县                         |                            | 马蒂厄·阿尔比格 索菲·代尔布雷伊 | 45.58%                     |                            | 马蒂厄·阿尔比格 索菲·代尔布雷伊 | 69.26%                     | [ 26 ] [ 27 ]              |
| 2021年法国省级选举         | 塔恩-加龙省                | 市镇                       |                            | 马蒂厄·阿尔比格 索菲·代尔布雷伊 | 31.26%                     |                            | 马蒂厄·阿尔比格 索菲·代尔布雷伊 | 63.23%                     | [ 26 ] [ 27 ]              |
| 2021年法国大区选举         | 奧克西塔尼大區             | 市镇                       |                            | 卡萝尔·德尔加                   | 43.21%                     |                            | 卡萝尔·德尔加                   | 57.55%                     | [ 28 ]                     |
| 2022年法国总统选举         | 法國                       | 市镇                       |                            | 玛丽娜·勒庞                     | 26.45%                     |                            | 埃马纽埃尔·马克龙               | 51.14%                     | [ 23 ]                     |
| 2022年法国立法选举         | 塔恩-加龙省第一选区        | 市镇                       |                            | 瓦莱丽·拉博                     | 43.6%                      |                            | 瓦莱丽·拉博                     | 62.8%                      | [ 23 ]                     |
| 2024年欧洲议会选举         | 法國                       | 市镇                       |                            | 若尔丹·巴尔代拉                 | 36.44%                     | （不适用）                 | （不适用）                      | （不适用）                 | [ 23 ]                     |
| 2024年法国立法选举         | 塔恩-加龙省第一选区        | 市镇                       |                            | 瓦莱丽·拉博                     | 42.16%                     |                            | 布里吉特·巴雷日                 | 50.25%                     | [ 23 ]                     |

## 人口
2021年，拉弗朗赛斯市镇人口数量为2,852，在法国排名第3,915位。其中男性1,356人，女性1,487人，75岁及以上人口占10.4%，外籍人口数量为107人，人口密度为56人/平方公里，当地居民被称为（男性）或（女性）。Nssces(2022)年，拉弗朗赛斯境内出生26人，死亡人口20人。
| 拉弗朗赛斯1901年－2021年人口变化情况 |
|                                      |
| 数据来源：Cassini、INSEE             |

## 经济

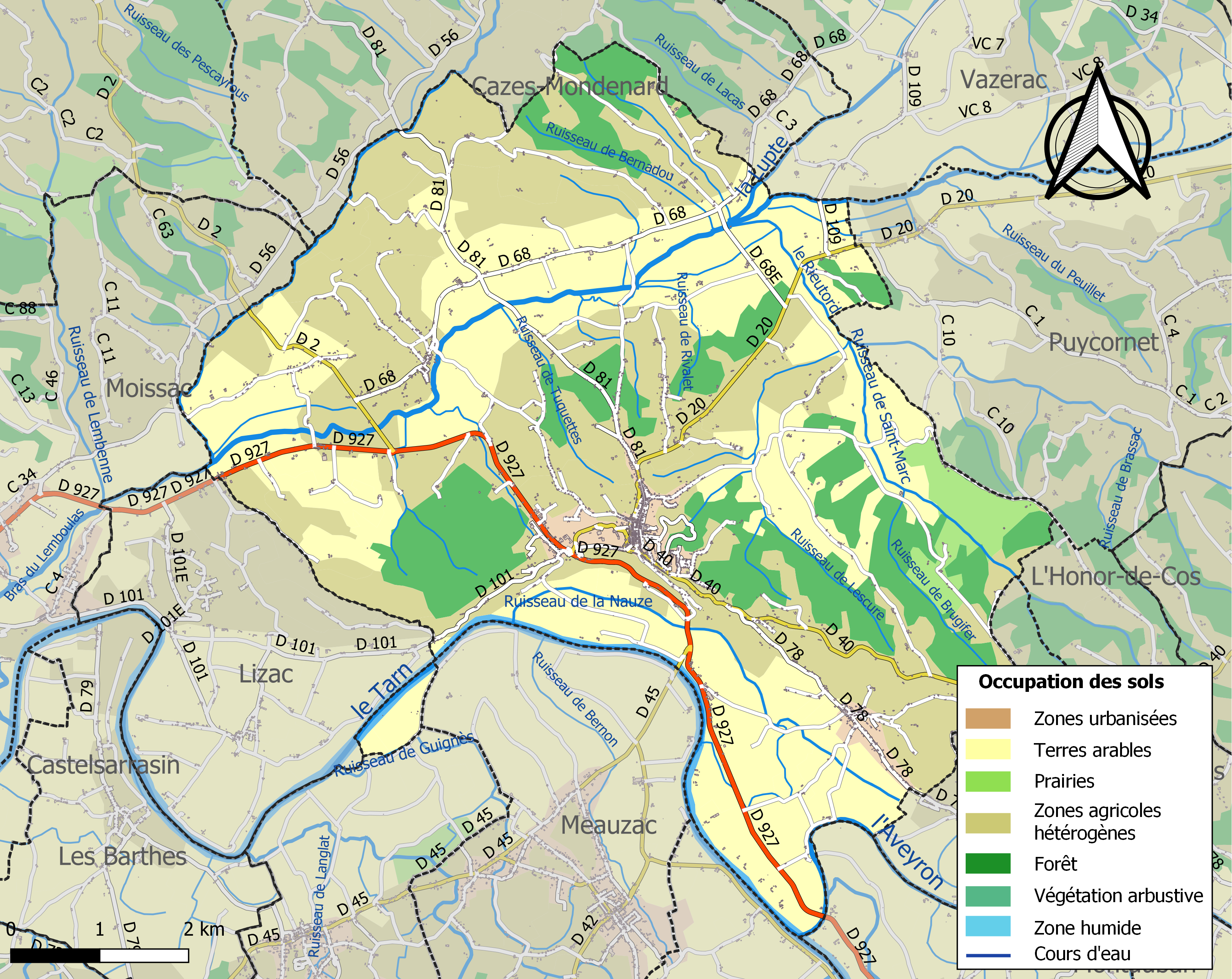
拉弗朗赛斯土地利用情况地图

拉弗朗赛斯是一个区域性的中心城市。截至2024年7月，拉弗朗赛斯市镇范围内共有各类用人单位（包含自雇）579家，平均历史为19年，其中99.15%为中小型企业（PME），2024年5月至7月间，当地的经济活力指数为0。（电气安装）、（燃料）及（装潢工程）是当地2022年营业额最高的三个企业，分别为182,567,069欧元、579,711欧元和338,194欧元。

## 财政与居民收入
2022年，拉弗朗赛斯的财政收入总额为2,978,400欧元，财政支出总额为2,663,550欧元，当年的债务总额为3,027,020欧元。2022年，拉弗朗赛斯市镇通过增值税获得24,810欧元的收入，此外当地还共获得了176,740欧元的国家直接财政补助。
| 拉弗朗赛斯居民收入情况                           | 拉弗朗赛斯居民收入情况 | 拉弗朗赛斯居民收入情况 | 拉弗朗赛斯居民收入情况 |
| 内容                                             | 拉弗朗赛斯             | 法国                   | 统计年份               |
| ------------------------------------------------ | ---------------------- | ---------------------- | ---------------------- |
| 征税家庭总数                                     | 1,289                  | 1,081（法国市镇平均）  | 2022年                 |
| 居民平均月收入                                   | 2,052欧元              | 2,435欧元              | 2022年                 |
| 高级职员人均月收入                               | 3,404欧元              | 4,331欧元              | 2021年                 |
| 中级职员人均月收入                               | 2,287欧元              | 2,470欧元              | 2021年                 |
| 普通职员人均月收入                               | 1,690欧元              | 1,801欧元              | 2021年                 |
| 贫困率                                           | 15%                    | 14.5%                  | 2020年                 |
| 青壮年（15至64岁）失业率                         | 10.3%                  | 7.4%                   | 2020年                 |
| 征税家庭数量占比                                 | 37.8%                  | 45.5%                  | 2020年                 |
| 家庭年均纳税                                     | 2,330欧元              | 4,393欧元              | 2022年                 |
| 资料来源：INSEE、L'Internaute、Le Journal du Net |                        |                        |                        |

## 社会事务

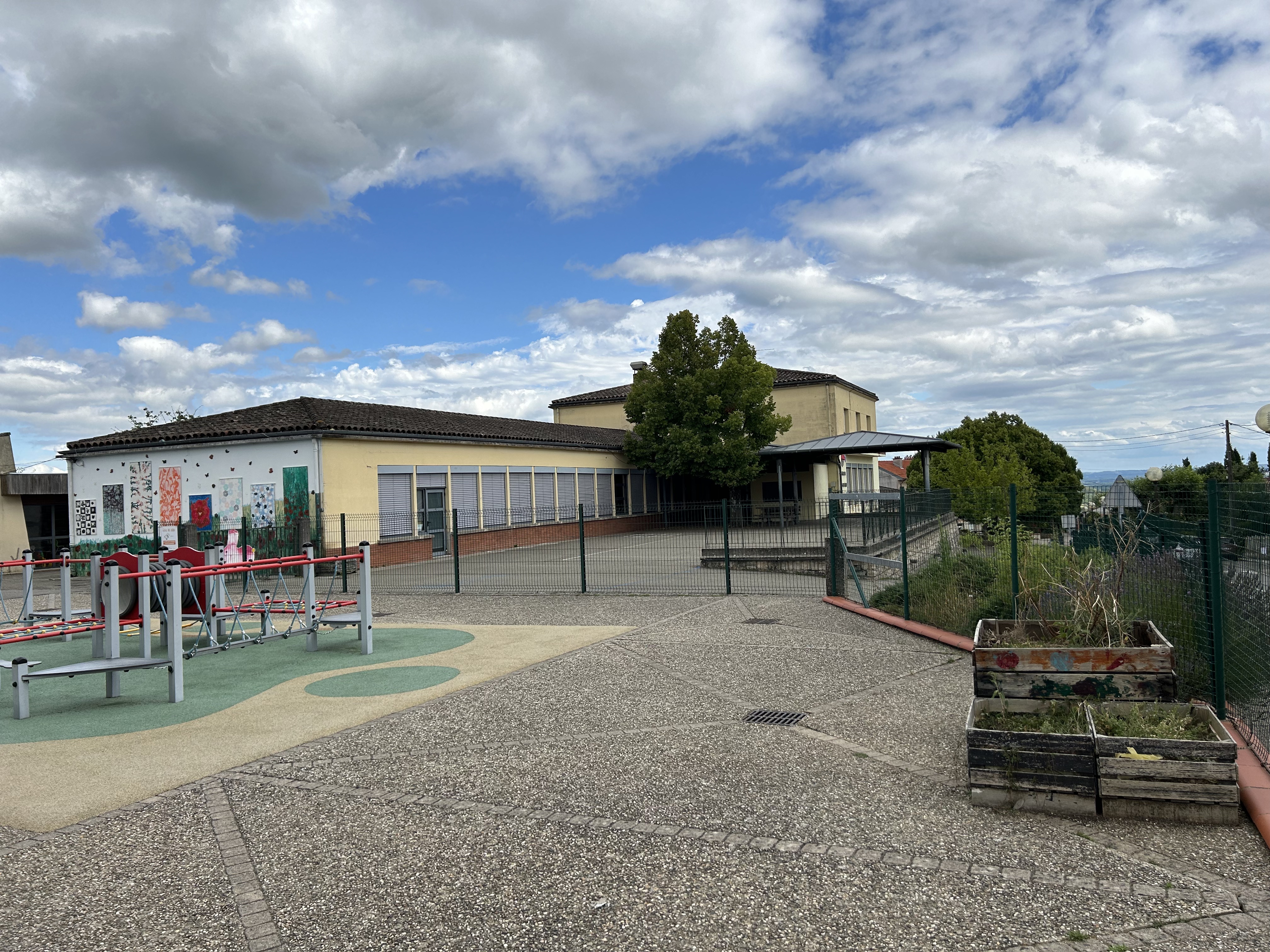
一所学校

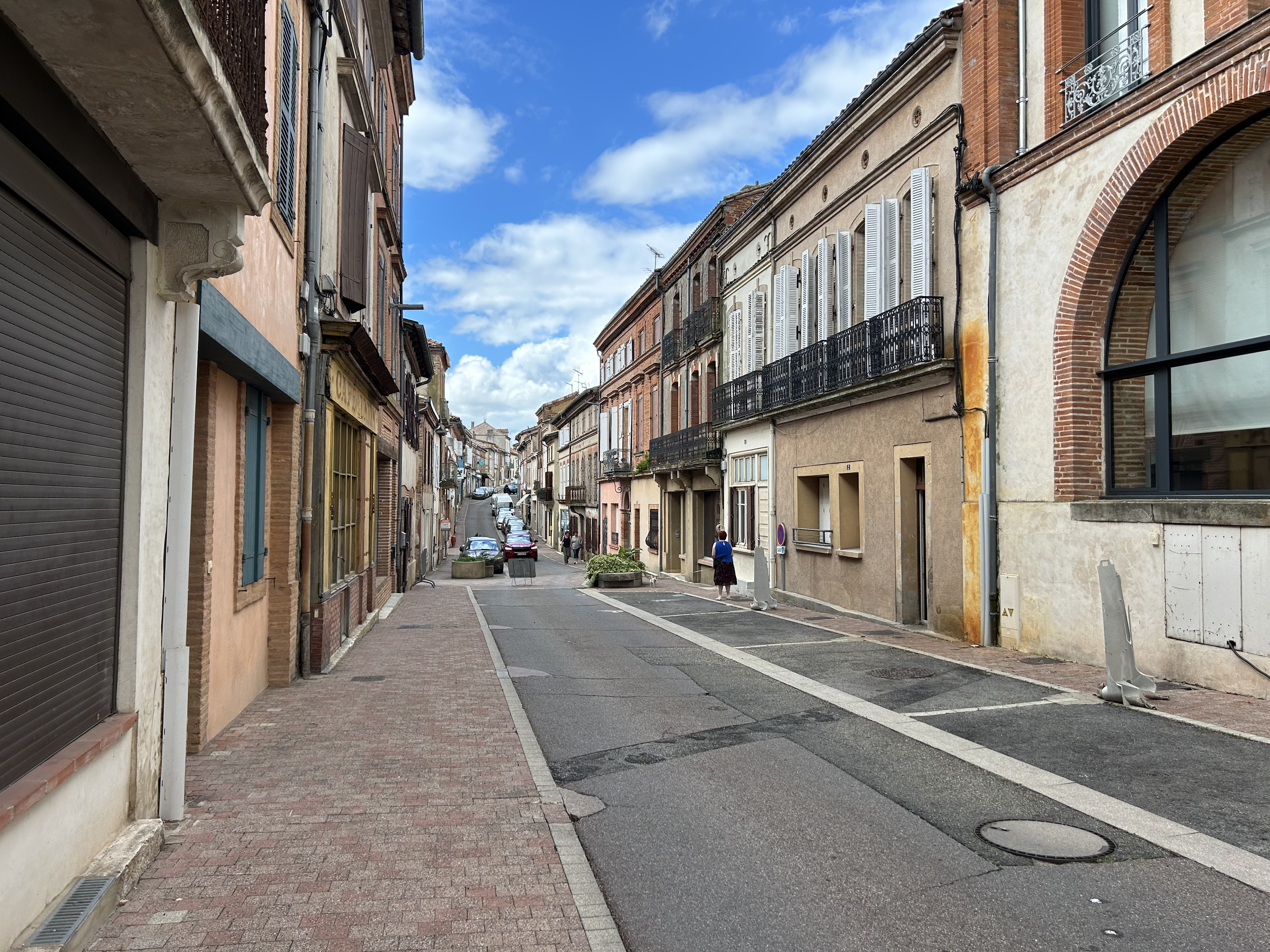
路易·佩尔农街

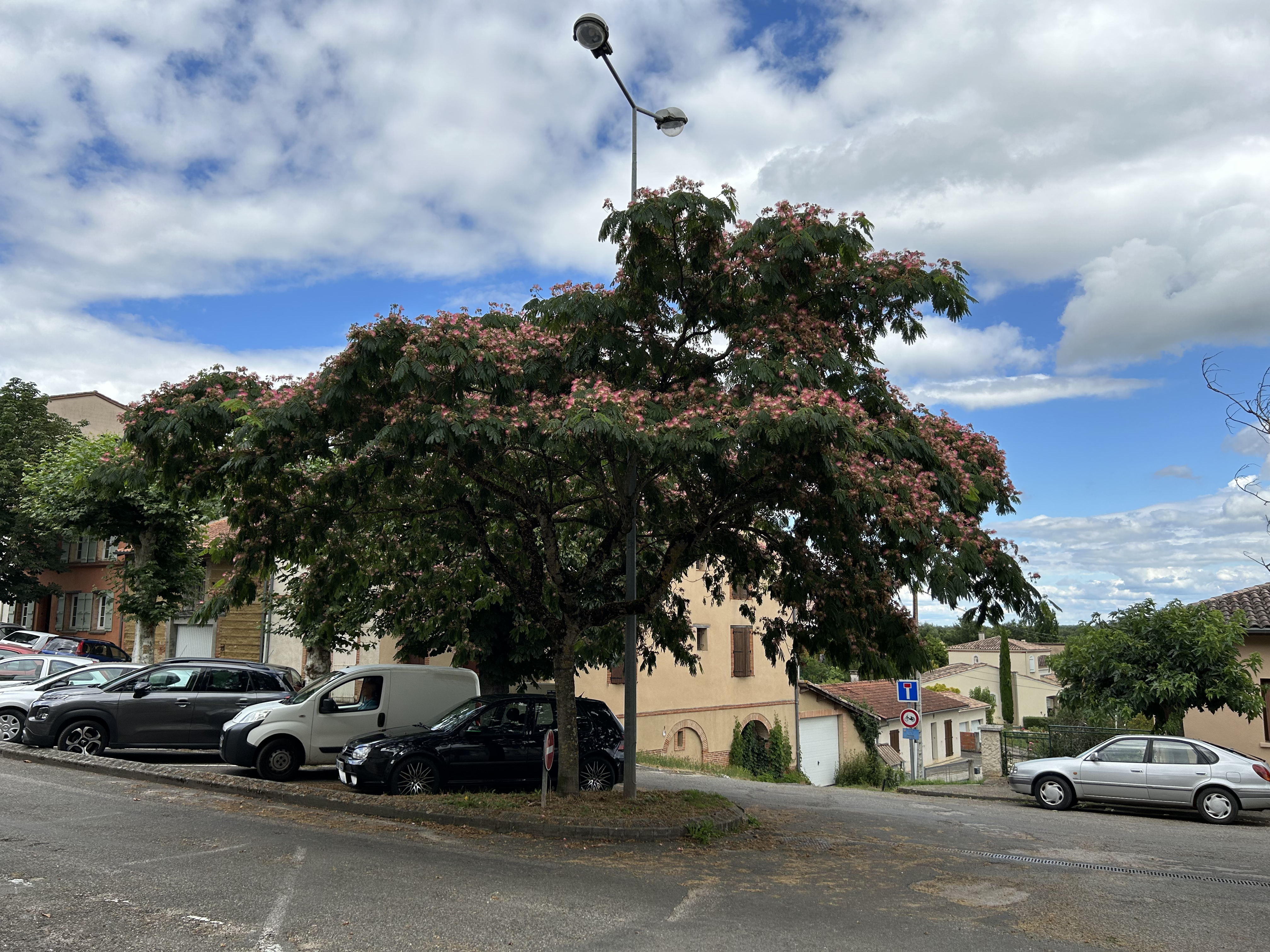
居斯塔夫·博斯克街

### 教育
拉弗朗赛斯属于图卢兹学区。截至2021年1月1日，拉弗朗赛斯境内共有3所小学、1所初级中学。2022至2023学年度，拉弗朗赛斯境内共有在校中等教育阶段学生546名。

### 医疗
截至2021年1月1日，拉弗朗赛斯境内共有全科医生3名、保健师5名、牙医1名、护士5名和助产士1名。境内共有药房1家、养老院1家。
距离拉弗朗赛斯最近的区域性医疗机构为蒙托邦中心医院（Centre Hospitalier de Montauban），其主病区医院位于蒙托邦老城区西北侧，距离拉弗朗赛斯市区的正常车程大约16分钟，该院设有床位698个，是塔恩-加龙省规模最大的公立综合性医院。

### 住房
2020年，拉弗朗赛斯境内共有各类住房1,501套，其中84.7%为独立式住宅，14.9%为集中式住宅。常住房屋占拉弗朗赛斯市镇范围内居民建筑总量的83.5%。
在住房保障政策方面，2022年，拉弗朗赛斯境内共有167户家庭获得了住房经济补助，受益人数占总人口数量的5.9%，其中159份为房租补助。

### 商业
2021年，拉弗朗赛斯境内共有各类实体商铺67家，其中餐厅6家、大型超市1家、杂货店1家、面包房2家、肉铺2家、书店2家、装饰品店1家、美容美发店6家、汽车维修店5家。拉弗朗赛斯西部建有一家家乐福超市。

### 体育
2021年，拉弗朗赛斯境内共有1家游泳池、1间体育馆、1座综合体育场、3处网球场、2处足球或橄榄球场以及1处篮球或排球场。
截至2024年7月，拉弗朗赛斯竞技俱乐部（Sporting Club Lafrançaisain，编号505989）是拉弗朗赛斯境内唯一的一家注册足球俱乐部，其主场为市政球场（Stade Municipal）。

### 环境
拉弗朗赛斯的环境事务由其所属的拉弗朗赛斯地区市镇公共社区联合各级政府协调负责。2021年，拉弗朗赛斯境内暂无污染企业。

### 治安
2021年，拉弗朗赛斯市镇范围内有1处宪兵队。
拉弗朗赛斯及其附近的共90个市镇是蒙托邦国家宪兵队（zone gendarmerie de Montauban）的管辖范围。2020年，该宪兵队累计记录各类案件3,098起，其中盗窃类案件1,504起，经济类案件532起，毒品交易类案件131起。

## 文化

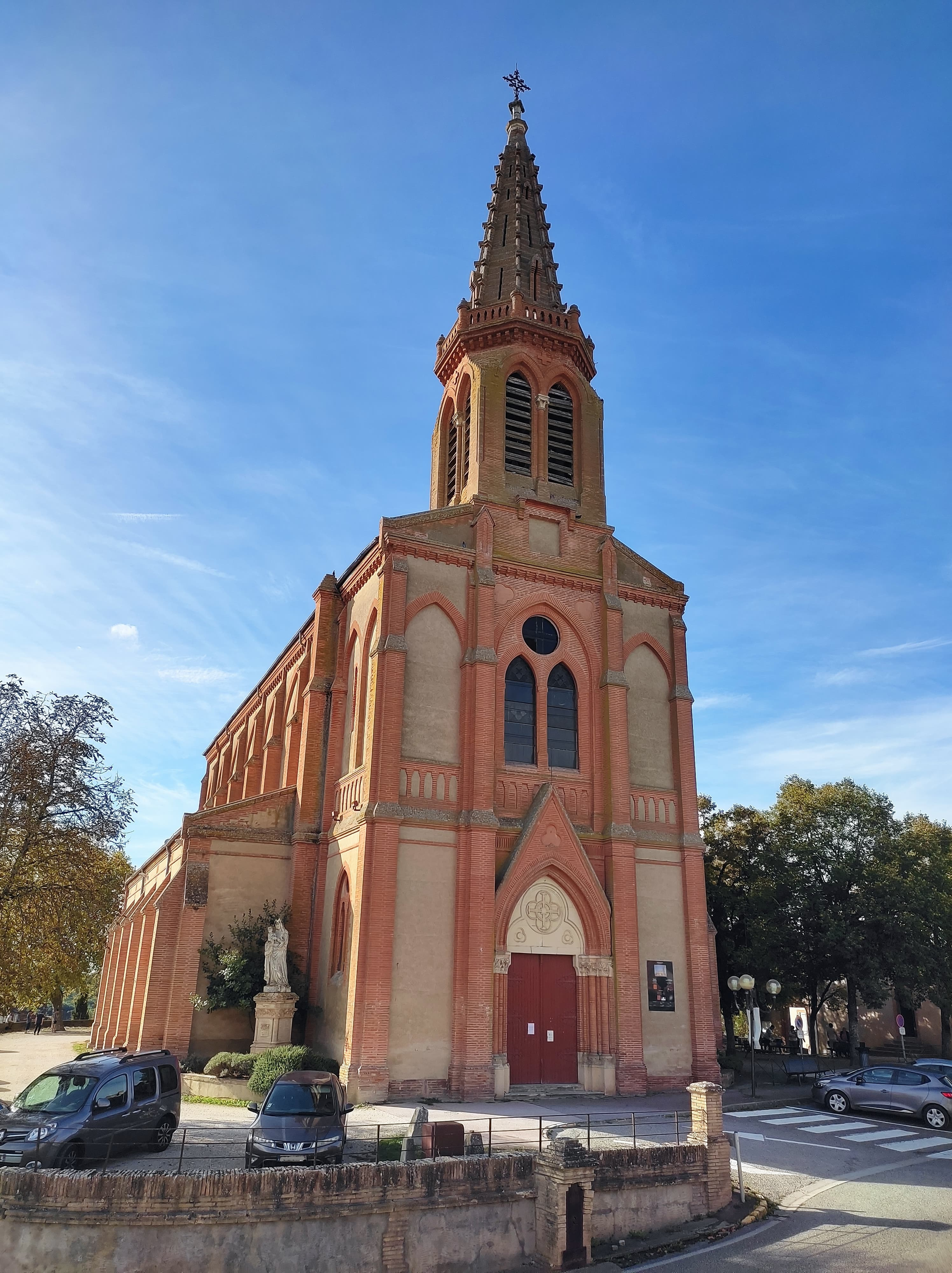
圣乔治教堂

2021年，拉弗朗赛斯境内暂无任何文化设施。拉弗朗赛斯境内建有市际文化中心（Centre Culturel Intercommunal），除周日及法定节假日外全年向公众开放。

### 建筑
拉弗朗赛斯境内有多处历史建筑，其中圣乔治教堂、拉佩鲁斯圣母教堂等为法国国家文物保护单位。

### 旅游
拉弗朗赛斯的旅游事务由其所属的拉弗朗赛斯地区市镇公共社区联合各级政府协调负责。2023年，拉弗朗赛斯境内共有1家酒店共计12间房间；另有1个露营地，可容纳共61辆露营车。

### 媒体
法国主要的媒体均可在拉弗朗赛斯接收，法国电视三台下属的奥克西塔尼大区频道在部分时段播出拉弗朗赛斯所在塔恩-加龙省的地方新闻。《南部追寻》、《自由塔恩周报》、现有广播、蓝色法兰西奥克西塔尼广播等是当地主要的地方性媒体。

## 相关人物
法国画家让-贝尔纳·马里-拉丰出生于拉弗朗赛斯。

## 友好城市
截至2024年7月，拉弗朗赛斯共与一座城市建立了友好城市关系：
- 義大利 阿尔费罗堡